# Eueremaeus danos
Eueremaeus danos är en kvalsterart som beskrevs av Valerie M. Behan-Pelletier 1993. Eueremaeus danos ingår i släktet Eueremaeus och familjen Eremaeidae. Inga underarter finns listade i Catalogue of Life.